# یواخیم لامژا
یواخیم لامژا (لهستانی: Joachim Lamża؛ زادهٔ ۷ ژوئیه ۱۹۵۱) بازیگر اهل لهستان است. وی دانش‌آموختهٔ آکادمی ملی هنرهای نمایشی الکساندر زلوروویچ در ورشو است.
از فیلم‌ها یا مجموعه‌های تلویزیونی که وی در آن‌ها نقش داشته‌است، می‌توان به سرنوشت‌های لهستانی، ترفند، گوش آقای رئیس، کینگ‌سایز، به‌دور از جاده، چهل‌ساله، پیت‌بول، پرستار کودک، کارآگاهان جنایی، بلفر، پدر متیو، قانون حقیقی، معکوس، آوای وزغ و قهرمان سال اشاره نمود.